# Углекаменный
Углекаменный — посёлок в Белокалитвинском районе Ростовской области.
Входит в состав Синегорского сельского поселения.

## География

### Улицы
| - пер. Новый, - ул. Антрацитовая, - ул. Бурденко, - ул. Дорожная, - ул. К. Маркса, - ул. Красная, | - ул. Мамая, - ул. Новая, - ул. Севастопольская, - ул. Терпигорьева, - ул. Шолохова, - ул. Энгельса. |

## История
В 1987 г. указом ПВС РСФСР поселку шахты 4/10 присвоено наименование Углекаменный.

## Население
| 2002 | 2010 |
| ---- | ---- |
| 616  | ↘552 |